# Blych
Blych a. Blich (niem. Bleiche) – część Lędzin położona na południowym zachodzie miasta.

## Historia
Nazwa Blych pochodzi od słowa blich (miejsce, w którym bielono płótno lniane), ze względu na to, że niegdyś w miejscu obecnego Blychu niemieccy tkacze bielili płótno lniane. 
Tkaczy prawdopodobnie sprowadzono do Lędzin w ramach tzw. kolonizacji fryderycjańskiej przeprowadzonej w 1770. Wtedy, na polecenie ówczesnego księcia pszczyńskiego Fryderyka Erdmanna, osadzono w rejonie lędzińskiego folwarku Kiełpowy około 300 ewangelickich uciekinierów z Kóz koło Bielska (założyli oni tam Hołdunów). Według Ludwika Musioła początki Blychu są nieco wcześniejsze i sięgają lat 40. XVIII wieku, kiedy to zarząd dominialny klucza lędzińskiego (obejmującego folwarki księcia pszczyńskiego w Lędzinach i okolicy) miał osadzić w tym rejonie kilku tkaczy narodowości niemieckiej i wyznania ewangelickiego. Nowi mieszkańcy urządzili nad brzegiem istniejącego wtedy stawu blich płótna lnianego. Ryszard Kaczmarek w monografii historycznej Lędziny. Zarys dziejów potwierdza tezę Ludwika Musioła i pisze, że bielarze pojawili się w tym miejscu jeszcze przed założeniem Hołdunowa – prawdopodobnie około 1740. Pszczyńska kamera książęca sfinansowała im budowę trzech podwójnych domów i zorganizowała całą produkcję oraz odbiór gotowego płótna. Blich podupadł na początku XIX wieku ze względu na brak zamówień. Mieszkańcy Blychu od tego czasu utrzymywali się głównie z pracy na roli.
W okresie II Rzeczpospolitej (1922–1939) Blych wchodził w skład gminy Lędziny. W latach 1945–1951 Blych należał do gminy zbiorowej Lędziny, a w latach 1951–1954 do gminy Hołdunów. W latach 1954–1956 Blych wchodził w skład gromady Lędziny, którą zniesiono 1 stycznia 1956 w związku z nadaniem jej statusu osiedla. W 1966 Lędziny otrzymały prawa miejskie (wówczas Blych stał się częścią miasta), a w latach 1975–1991 wchodziły w skład miasta Tychy. Dnia 2 kwietnia 1991 Lędziny odzyskały prawa miejskie, wtedy Blych stał się ponownie częścią usamodzielnionych Lędzin.